# 三口站 (能美市)
三口站（日语：／ Mitsukuchi eki */?）是位於石川縣能美郡辰口町三口町（現時：能美市），北陸鐵道能美線的鐵路車站（廢站）。
在淺野川線中也有一座三口站，且兩站的日文讀法也是相同。在1980年此站廢除前，成為在私鐵中，唯一一間鐵路公司擁有兩座相同日文讀法的車站。

## 歷史
- 1925年（大正14年）6月5日：能美電氣鐵道三口站啟用[1]。
- 1938年（昭和13年）10月27日（通知）：月台牆身由木製變為混凝土。月台長度由9m144cm延長至15m[2]。
- 1939年（昭和14年）8月1日：金澤電氣軌道收購合併能美電氣鐵道[3]。
- 1941年（昭和16年）8月1日：北陸合同電氣（現時：北陸電力）合併金澤電氣軌道。
- 1943年（昭和18年）10月13日：在轉讓業務下，成為北陸鐵道能美線車站。
- 1946年（昭和21年）後：車站改名為三口站[1][注 1]。
- 1980年（昭和55年）9月14日：能美線全線廢除，此站也被廢除[1]。

## 車站構造
此站是地面車站，設有1面1線的單式月台。月台上設有木製候車室。從車站啟用至廢除之止都是無人車站。當地人以車站當作為時鐘樓一樣，當聽到列車通過時，便得知正確的時間。

## 現狀
廢線遺址建設了名為「健康道路」的道路。在路軌遺址兩邊的櫻花還存在。車站遺址還未再開發。

## 相鄰車站
北陸鐵道
能美線
宮竹－三口－加賀岩內

## 注腳

## 相關項目
- 日本鐵路車站列表 Mi